# 吉爾克里斯特 (伊利諾伊州默瑟縣)
吉爾克里斯特（英語：Gilchrist）是位於美國伊利諾伊州默瑟縣的一個非建制地區。該地的面積和人口皆未知。

## 地理
吉爾克里斯特的座標為41°12′19″N 90°37′27″W / 41.20528°N 90.62417°W，而該地的平均海拔高度為240米（即787英尺）。